# Градинска чубрица
Градинската чубрица (Satureja hortensis) е вид покритосеменни растения от семейство Устноцветни (Lamiaceae). Тя е едногодишно растение с малки зелени листа и розови цветове. Пресните и изсушените листа се използват като подправка. Често се отглежда и като декоративно растение. Използва се като съставка на шарена сол.